# 羽島市立江吉良小学校
羽島市立江吉良小学校 （はしましりつ　えぎらしょうがっこう）は、かつて岐阜県羽島市に存在した公立小学校。

## 概要
- 現在の江吉良町・舟橋町などが校区であり、旧・羽島郡江吉良村の小学校であった。1959年、竹ヶ鼻第二小学校と統合。中央小学校の新設により廃校。
- 跡地は民間の保育園（江吉良保育園）となっている。

## 沿革
- 1873年（明治6年）11月2日 - 江吉良村に青雲学校が開校。福安寺[注釈 2]を仮校舎とする。
- 1877年（明治10年）9月 - 安楽寺跡[注釈 3]に校舎を新築（木造2階建）し、移転。
- 1880年（明治13年）3月 - 裁縫局を設置。
- 1884年（明治17年）4月 - 校舎を増築する。
- 1885年（明治18年）8月 - 裁縫局を閉鎖。
- 1886年（明治19年）11月 - 江吉良尋常小学校に改称する。
- 1891年（明治24年）10月28日 - 濃尾地震で校舎が倒壊。舟橋村の照西寺[注釈 4]を仮校舎とする。
- 1892年（明治25年）5月 - 校舎を新築（木造平屋建）する。
- 1893年（明治26年）11月 - 校舎を増築する。
- 1897年（明治30年）4月1日 - 江吉良村と舟橋村が合併し、江吉良村が発足。
- 1903年（明治36年）2月 - 校舎を新築し、移転。
- 1906年（明治39年）5月 - 農業補習学校を併設する。
- 1918年（大正7年） - 江吉良尋常高等小学校に改称する。
- 1926年（大正15年）3月 - 校舎を増築する。
- 1941年（昭和16年）4月1日 - 江吉良国民学校に改称する。
- 1947年（昭和22年）4月1日 - 江吉良村立江吉良小学校に改称する。 羽島郡江吉良村、福寿村、堀津村の三ヶ村組合立中部中学校が開設され、中部中学校江吉良分校が併設される。
- 1948年（昭和23年）
  - 4月 - 組合立中部中学校が廃止され江吉良村立江吉良中学校が開校。江吉良小学校に併設する。
  - 6月 - 竹鼻町立竹鼻中学校、江吉良村立江吉良中学校、福寿村立福寿中学校が統合され、竹鼻町江吉良村福寿村組合立竹鼻中学校が開校。江吉良小学校内に竹鼻中学校江吉良分教場が設置される。
- 1949年（昭和24年）
  - 4月 - 組合立竹鼻中学校の校舎が完成し、竹鼻中学校江吉良分教場が廃止される。
  - 　10月 - 授業中の失火（映写機のフィルムの発火）により、校舎の一部を焼失。
- 1950年（昭和25年）4月 - 校舎を新築する。
- 1954年（昭和29年）
  - 4月1日 - 正木村、足近村、小熊村、竹ヶ鼻町、上中島村、下中島村、江吉良村、堀津村、福寿村、桑原村が合併し羽島市が発足。同時に羽島市立江吉良小学校に改称する。
  - 4月6日 - 竹ヶ鼻第二小学校と合同で始業式を行う。合同始業式は1957年まで実施される。
  - 12月 - 竹ヶ鼻第二小学校との統合の議論が始まる。
- 1957年（昭和32年）8月 - 竹ヶ鼻第二小学校と統合し、中央小学校の新設により廃校。中央小学校校舎未完成のため、竹ヶ鼻第二小学校、及び江吉良小学校を仮校舎とする。
- 1958年（昭和33年）1月 - 中央小学校校舎が完成し、仮校舎としての使用を終える。残った校舎は中央小学校、及び市内の保育園に移築される。